# Ozonabbaupotential
Das Ozonabbaupotential (ODP, Abkürzung für Ozone Depletion Potential) einer chemischen Verbindung ist eine Maßzahl für den relativen Effekt des Abbaus der Ozonschicht (Ozonloch), die durch den Stoff ausgelöst werden kann, bezogen auf die im Montreal-Protokoll mit dem ODP-Wert 1 festgelegte Substanz Trichlorfluormethan (R11).

## Einteilung und Beispiele
Das Ozonabbaupotential kann aus der Komposition einer Substanz abgeschätzt werden. Fluorchlorkohlenwasserstoffe haben ein Ozonabbaupotential um 1. Bromierte Stoffe haben in der Regel höhere Ozonabbaupotentiale im Bereich von 5 bis 15, da Brom aggressiver mit Ozon reagiert. Chlorkohlenwasserstoffe haben durch die Anwesenheit des Wasserstoffs meist Ozonabbaupotentiale im Bereich von 0,005 bis 0,2. Reine Fluorkohlenwasserstoffe bauen kein Ozon ab und haben somit ein Ozonabbaupotential von 0.
Die EPA teilt Stoffe mit Ozonabbaupotential in Klasse I (ODP ≥ 0,2) und Klasse II (ODP < 0,2) ein. Seit dem Montreal-Protokoll von 1987 wurden die Werte zweimal zu ODP2 (40 CFR 82) und ODP3 (WMO 2006) angepasst.
| Kurzzeichen | Kältemittel                     | ODP    |
| ----------- | ------------------------------- | ------ |
| R-11        | Trichlorfluormethan             | 1      |
| R-12        | Dichlordifluormethan            | 1      |
| R-22        | Chlordifluormethan              | 0,055  |
| R-115       | Chlorpentafluorethan            | 0,5    |
| R-123       | 2,2-Dichlor-1,1,1-trifluorethan | 0,0015 |
| R-124       | 1-Chlor-1,2,2,2-tetrafluorethan | 0,03   |
| R-134a      | 1,1,1,2-Tetrafluorethan         | 0      |
| Halon 1301  | Bromtrifluormethan              | 10     |